# Hydrotaea hirticeps
Hydrotaea hirticeps este o specie de muște din genul Hydrotaea, familia Muscidae. A fost descrisă pentru prima dată de Fallen în anul 1824. Conform Catalogue of Life specia Hydrotaea hirticeps nu are subspecii cunoscute.